# Nationalpark Rila
Der Nationalpark Rila (bulgarisch Национален парк „Рила“) ist ein bulgarischer Nationalpark und hat eine Fläche von 81.046 Hektar.

## Geographie und Management
Er liegt im gleichnamigen Gebirge im Südwesten Bulgariens und grenzt im Westen an den Naturpark Rila-Kloster. Den höchsten Punkt des Parks bildet mit 2.925 Meter der Berg Musala, der gleichzeitig der höchste Gipfel des Rila-Gebirges und der Balkanhalbinsel ist. Von den drei bulgarischen Nationalparks (Nationalpark Pirin, Nationalpark Zentrales Balkangebirge) ist der Nationalpark Rila der größte. Hier gibt es 120 Trichterseen, während der Schneeschmelze bilden sich zeitweise weitere Bergseen.
Innerhalb des Parks liegen vier Reservate (Parangaliza, Zentrales Rila Reservat, Ibar, Skakawiza) sowie die Biosphärenreservate Parangaliza und Maritschini ezera (heute Teil des Reservats Zentrales Rila).
16.222 ha der Nationalpark-Kernzone des Nationalparks gehören zu den von der European Wilderness Society zertifizierten Wilderness-Gebieten.

## Visuelle Eindrücke

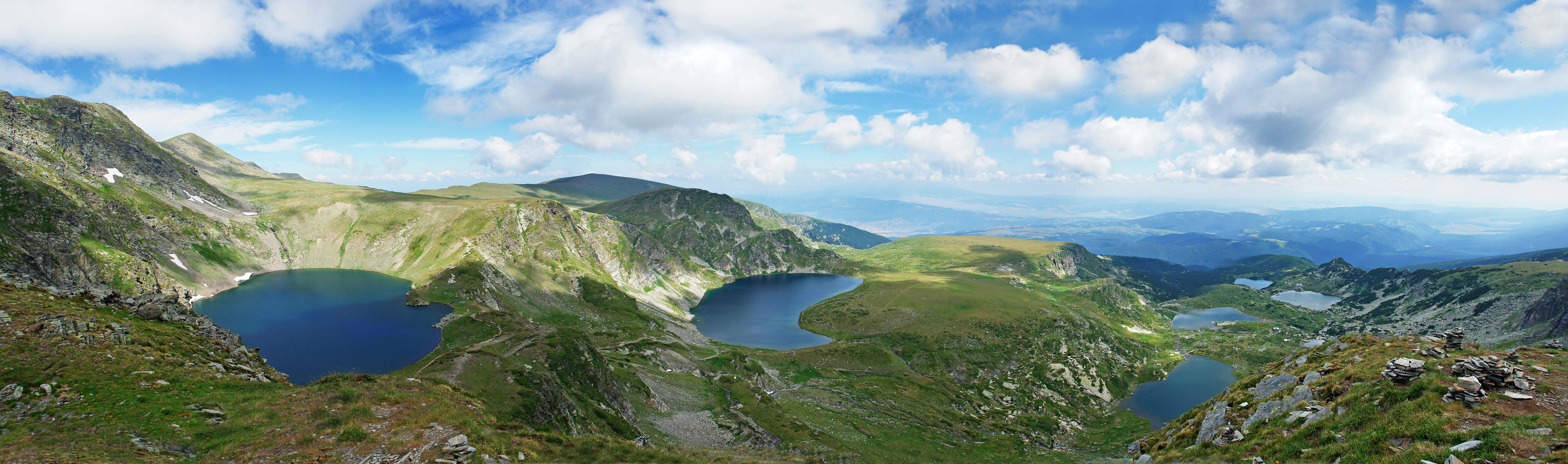
Die „Sieben Seen“ im westlichen Teil von Rila
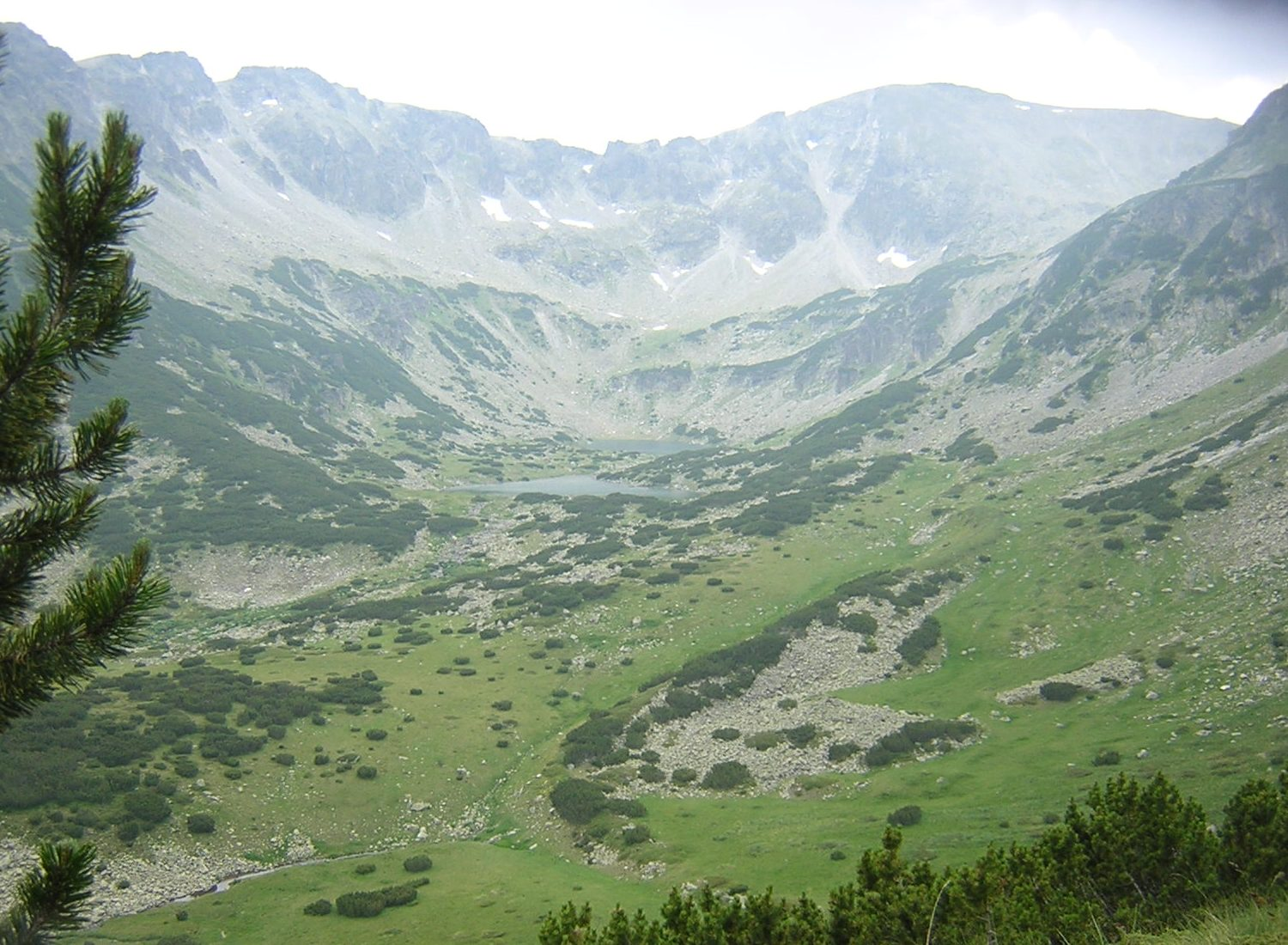
In diesem Tal liegt die Quelle der Mariza
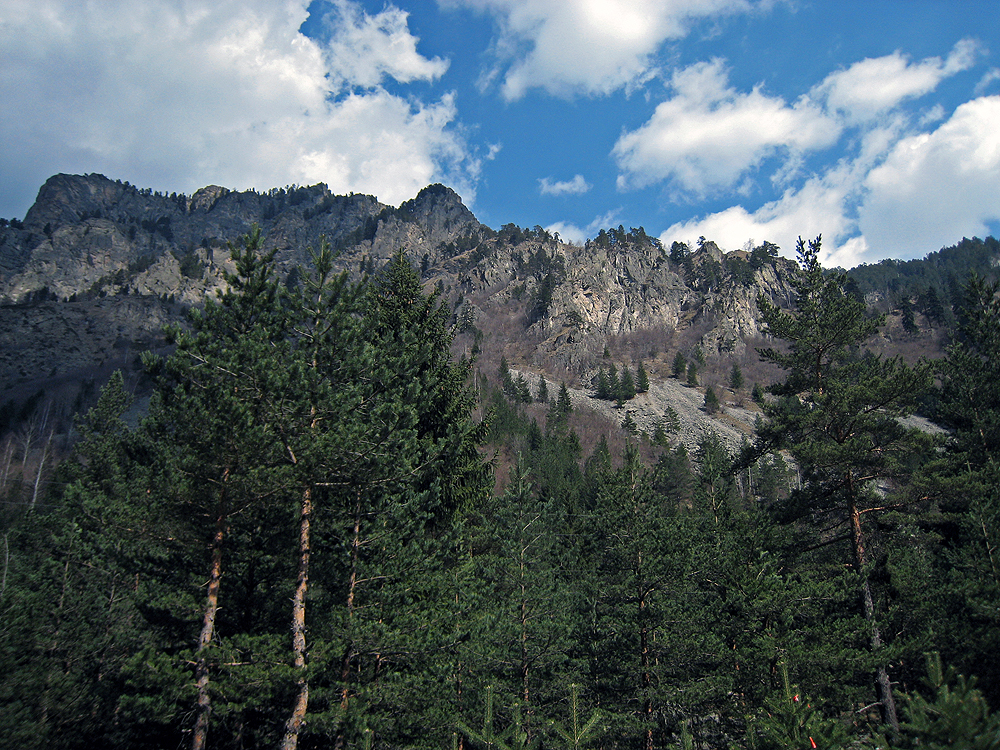
Zentrales Rilareservat